# Convento de las Carmelitas de San José (Toledo)
El convento de las Carmelitas de San José de la ciudad española de Toledo es un edificio monástico que data de la segunda mitad del siglo XVI. 

## Historia
La comunidad toledana de Carmelitas Descalzas fue fundada por la propia santa Teresa de Jesús. 
En 1572 Fernando de la Cerda comenzó la construcción de una casona toledana que, apoyada en las murallas de la ciudad, elevó sobre éstas su fachada posterior, de marcado sabor manierista, con sillares a la rústica que facetan los enmarques de vanos. Las obras quedaron interrumpidas a la muerte de don Fernando, en 1579, desentendiéndose sus herederos de rematar la empresa y terminando el conde de Montalbán, nieto de aquel, por vender a las monjas, en 1607, la casa a medio construir. 
La construcción, debida a Fernando de la Cerda, constituye el núcleo más interesante, arquitectónicamente hablando, de lo que son las dependencias conventuales, singularmente lo que fuera patio de dicha casa, con dos de sus lados levantados, cuando pasan a poder de las religiosas y que éstas completan; sobre todo la disposición en el mismo de una serliana —arco de medio punto que salta entre vanos adintelados— semejante a la del patio del Tesoro catedralício. 
Las obras del convento y la iglesia fueron diseñadas por el arquitecto fray Alberto de la Madre de Dios. De su diseño destacan las yeserías de la iglesia y la fachada del templo, que combina ladrillo, mampostería y piedra.[cita requerida]
Las obras de la iglesia conventual no se inician hasta 1626, y en 1640, el maestro de obras y alarife de Toledo, Diego Benavides, y el maestro de albañilería, Lucas del Valle, contrataron la realización de las yeserías decorativas de la iglesia, encargándose, al año siguiente, de la obra de la capilla colateral del presbiterio, del lado del evangelio.

## Descripción
La iglesia tiene coro en alto a los pies, es de planta de cruz latina, y de una sola nave, con cúpula sobre pechinas en el tramo central del crucero. Tiene una amplia capilla mayor, con una colateral a la misma, del lado del evangelio; en tanto que, en el lado opuesto, con la pertinente reja, está el coro bajo de las religiosas. Los alzados de los paramentos interiores quedan articulados mediante pilastras toscanas, sobre las que apoya en entablamento correspondiente, todo jaharrado y de sencillo molduraje. Las bóvedas son medios cañones con lunetos. Las yeserías decorativas se encuentran dispuestas sobre las bóvedas —y, en su caso, sobre lunetos— de la capilla mayor y de los brazos del crucero, así como sobre la superficie interna de la cúpula. 
Al exterior, los paramentos de la iglesia son de ladrillo visto, con rafas de mampostería, y la cúpula queda embutida en un cimborrio cuadrangular. La fachada principal queda rematada por un frontón triangular, con óculo central; se sitúa, aquí, la sencilla portada adintelada, en piedra, sobre la que se dispone una hornacina con la escultura de San José, santo titular del convento y su iglesia.